# Nowa Dąbrowa Wieś
Nowa Dąbrowa Wieś – nieczynny przystanek stargardzkiej kolei wąskotorowej w Nowej Dąbrowie, w województwie zachodniopomorskim, w Polsce. Przystanek został zamknięty 1 czerwca 1996 roku.